# Rey de Reyes (2002)
El 2002 Rey de Reyes fue el sexto torneo anual de Rey de Reyes de lucha libre profesional y el espectáculo, promovido por Asistencia Asesoría y Administración (AAA). El evento tuvo lugar el 17 de marzo de 2002 en Zapopan, Jalisco, México. El torneo Rey de Reyes consistió en una ronda semifinal de las cuatro eliminatorias de cuatro hombres y una final con los ganadores de cada una de las semifinales frente a frente en un partido de eliminación hasta que sólo un hombre se mantuvo. La final del torneo de 2002 Rey de Reyes enfrentó a El Canek, Pirata Morgan, Cibernético y Octagon uno contra el otro. No se sabe si el espectáculo ofrecido partidos adicionales más allá de los cinco partidos del torneo.

## Resultado
- Canek derrotó a El Picudo, Septiembre Negro y a El Hijo del Solitario en una lucha semifinal por el Rey de Reyes 2002
- Pirata Morgan derrotó a Gronda, Zandokan y a Pimpinela Escarlata en una lucha semifinal por el Rey de Reyes 2002
- El Cibernético derrotó a Dos Caras, El Oriental y a El Texano en una lucha semifinal por Rey de Reyes 2002
- Octagón derrotó a Pentagón, Máscara Ságrada y a Máscara Malignaen una lucha semifinal por el Rey de Reyes 2002
- Canek derrotoa a Pirata Morgan, El Cibernético y a Octagón por el Rey de Reyes 2002 
  - Convirtiéndose en el Rey de Reyes